# Clube Atlético Pacajuense
O Clube Atlético Pacajuense é um clube brasileiro de futebol da cidade de Pacajus, no estado do Ceará. foi fundado em 1 de janeiro de 2009.

## Desempenho em Competiçoes

### Campeonato Cearense - 3ª divisão
| Ano  | Posição |
| 2009 | 4º *    |

* O Pacajuense perdeu pontos por ter escalado jogador irregular, com isso a equipe perdeu o título do campeonato e o acesso que havia conquistado dentro de campo.

## Títulos
- Campeonato Cearense - 3ª Divisão: 1 vez 2009
- 24º Intermunicipal de Seleções em 1999 (AMADOR)